# Lachowice Centrum
Lachowice Centrum – przystanek kolejowy w Lachowicach, w województwie małopolskim, w powiecie suskim.
Przystanek został oddany do użytku w 1985 roku.

## Ruch pasażerski
| Rok  | Wymiana pasażerska na dobę |
| ---- | -------------------------- |
| 2017 | 0-9                        |
| 2022 | 0-9                        |